# Carlos Areces
Carlos Areces Maqueda (Madrid, 27 de marzo de 1976) es un actor, cantante y dibujante español. Ganó el Sant Jordi de interpretación en 2011, el premio Un Futuro de Cine de Cinema Jove, el Premio Pávez y el Vicious Best Actor en el festival de Grossmann.
En el 2010 interpretó el papel protagonista en la película Balada triste de trompeta y ha participado en varios sketches del programa mensual de humor La hora chanante del canal Paramount Comedy, así como en el programa Muchachada Nui de La 2 de TVE. También ha trabajado en la sitcom Museo Coconut. Como dibujante, ha ganado los premios Mejor Serie de Animación en Animadrid 2001, Josep Toutain al Autor Revelación 2007 otorgado en el Salón Internacional del Cómic de Barcelona y el Premio Ivá 2009.
También tiene una carrera musical debido a su condición de miembro del dúo Ojete Calor, el cual forma junto a Aníbal Gómez.

## Biografía
Carlos Areces ya despuntó como dibujante en el colegio, donde durante los recreos vendía caricaturas de sus profesores. Tras terminar sus estudios de primaria, bachillerato y COU en el colegio San Viator de Madrid se matriculó en 1995 en la Facultad de Bellas Artes de Cuenca. Antes de terminar la carrera trabajó en una tienda de cómics (Elektra Cómics) y en una productora audiovisual como runner.
Fue en la Facultad de Bellas Artes de Cuenca donde coincidió por primera vez con Ernesto Sevilla y el resto de sus futuros compañeros de La hora chanante, aunque no fue hasta que se reunieron de nuevo en la productora Paramount Comedy, recién llegada a España en torno al año 2000 y con canal propio, cuando trabaron amistad. Las primeras colaboraciones de Areces allí serían en los programas Telecompring y Programa TV, como guionista y actor.
En 2002, Joaquín Reyes le invitó a participar en un nuevo proyecto que acababa de poner en marcha, La hora chanante, un programa de sketches de 30 minutos de duración que se mantendría en antena hasta 2006 y acabaría produciendo cincuenta programas. A lo largo de esos cinco años, el programa pasaría (en gran medida gracias al recién creado YouTube) de ser una emisión sin apenas audiencia al programa insignia de la cadena, convirtiéndose en un auténtico fenómeno de culto. Uno de los personajes más conocidos de Carlos allí fue Joseph Ringo, un disparatado crítico gastronómico, o Boy George. Apareció en la mayoría de los programas desde el sexto capítulo, emitido aproximadamente en junio de 2002. A raíz de La hora chanante le surgieron diversas colaboraciones en otros programas de humor, como El típic programa de Canal 9, con Nuria Roca; Plan C de Telecinco, con Carolina Ferre; Ruffus y Navarro de La Primera, con Pepe Navarro; Noche sin tregua, el late night de Paramount Comedy presentado por Dani Mateo; La parada de Telemadrid; o A pelo y Fenómenos, ambos de laSexta y producidos por El Terrat.
En 2007 protagonizó el corto de Nacho Vigalondo, Cambiar el mundo. Fue colaborador habitual realizando críticas de cine en el programa de radio No somos nadie (2007-2009) de M80 Radio. En este mismo programa también encarnó a un personaje llamado «Marvin», cuya exagerada timidez le hacía contar chistes de una forma muy peculiar. Este personaje ya lo había interpretado en Noche sin tregua y Ruffus y Navarro, y volvería a hacerlo para Buenafuente, Sopa de gansos y el programa radiofónico de la SER, Yu: no te pierdas nada.
En 2008, Álex de la Iglesia lo llamó para participar en Plutón BRB Nero (2008-2009), la primera sitcom española de ciencia ficción que llega a durar dos temporadas. En ella interpretó al suboficial al mando, el teniente Querejeta.
Areces fue uno de los protagonistas de Spanish Movie (2009), interpretando a Pedro San Antón, la ópera prima de Javier Ruiz Caldera, una spoof movie que seguía el esquema de Scary Movie, parodiando otras películas de éxito; en este caso, los éxitos más comerciales del último cine español. Le acompañaban en el reparto Alexandra Jiménez, Silvia Abril y, en un papel menor, Joaquín Reyes. Ese mismo año Borja Cobeaga requirió de su presencia para el corto Marco incomparable.
Hasta 2011 se encargó en El Jueves de la sección «Garrote Vil», haciendo un dibujo al que los lectores, mediante concurso, tienen que encontrar el subtítulo que lo convierta en chiste. Se trata de una idea que el dibujante tomó del New Yorker. También se le pudo ver en Muchachada Nui, el programa de La 2 que protagonizaba junto al resto del equipo chanante. En él interpretaba diversos personajes, entre los que destacan el joven Rappel y el Bonico del To. Para este programa creó la serie de animación Los Klamstein, que presenta una familia en la que la madre es una gorila y la hija mayor es Angela Lansbury (actriz por quien Areces siempre ha reconocido una gran admiración).
El 1 de noviembre de 2010 se estrenó la serie Museo Coconut en la cual Carlos Areces interpretaba a dos personajes: Miss Coconut, dueña del Museo, y Rosario, guía del Museo.
En 2010 intervino en la parodia de Cuatro La isla de los nominados. Ese año protagoniza la película de Álex de la Iglesia, Balada triste de trompeta, junto a Antonio de la Torre y Carolina Bang. También apareció en Campamento Flipy acompañando al «científico» de El hormiguero, y en 2011 estrenó Extraterrestre, de Nacho Vigalondo y Lobos de Arga, de Juan Martínez Moreno. Este mismo año también participó en la serie El divo, para el canal Paramount Comedy, junto a Agustín Jiménez.
El 11 de abril de 2011 recibió el premio Sant Jordi de interpretación por su papel en Balada triste de trompeta, ex aequo con su compañero de reparto, Antonio de la Torre.
Como ilustrador y dibujante de cómics ha participado en los fanzines Frenzy, Cabezabajo y Buen Provecho, y se ha autoeditado 2 cuentos de pequeño formato: Chechu se caga de miedo y Vamos a contar cosas cochinas. Además, tenía páginas fijas en las revistas Mister K («6 Flashes de Magnesio», hasta la desaparición de la revista en 2006), El Jueves («Ocurrió cerca de tu casa») o La gran ilusión («Anoche soñé que volvía a Manderley...»),  que siempre firmaba bajo el pseudónimo de Carlös. Hasta finales del 2015 colaboró en Fotogramas («Los híbridos de Carlös»).
El 12 de enero de 2013, comienza a presentar un programa radiofónico en Radio 3 junto al guionista Fernando Navarro llamado La curiosidad mató al gato. En dicho programa semanal, ambos recopilaban y seleccionaban rarezas musicales. Se emitió hasta julio de 2014.

## Bibliografía de cómic

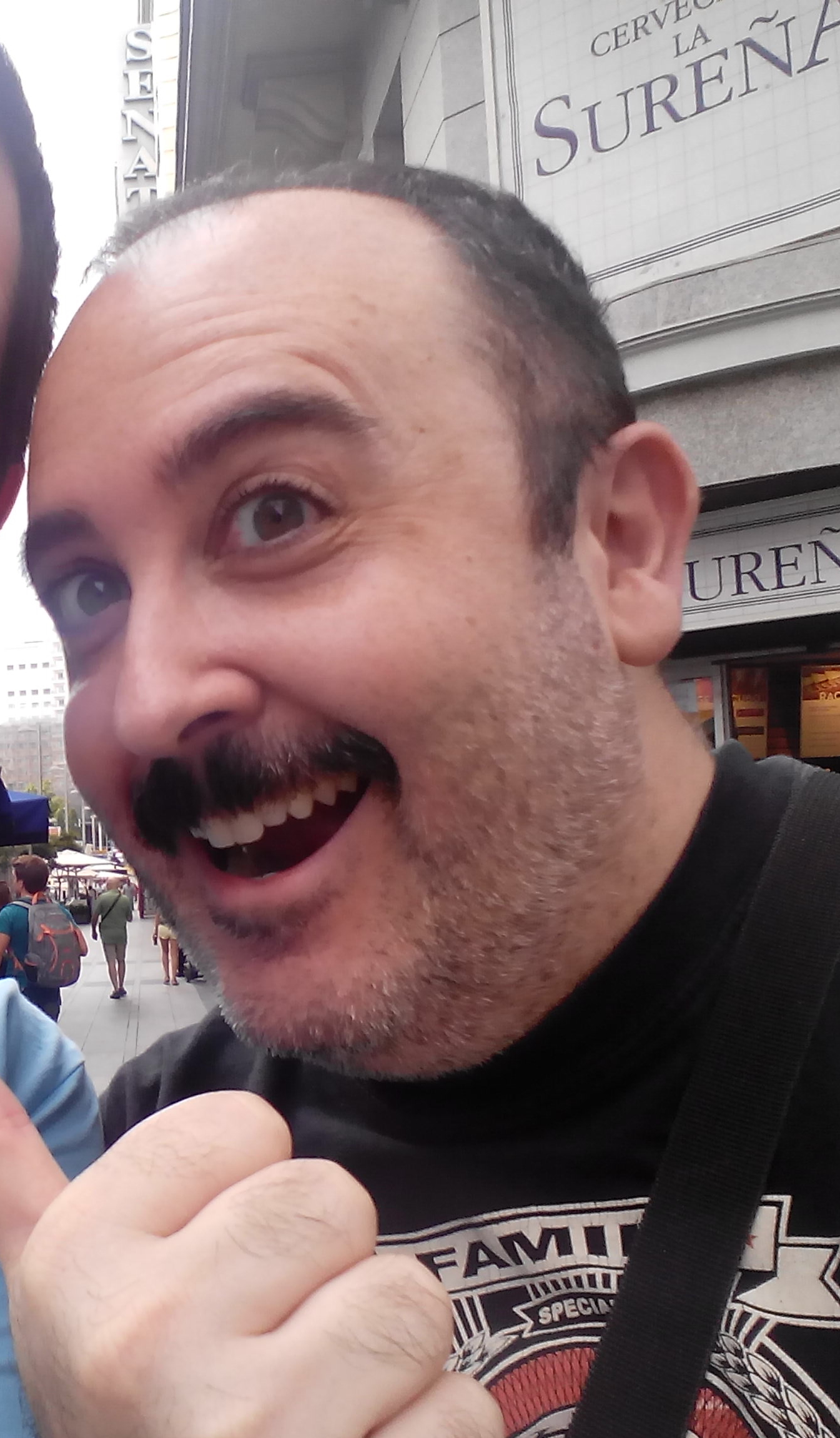
Carlos Areces en agosto de 2015.